# Muling Buksan Ang Puso
Muling Buksan Ang Puso é uma telenovela filipina exibida pela ABS-CBN, estrelado por Enchong Dee, Enrique Gil e Julia Montes.

## Elenco

### Elenco principal
- Julia Montes como Sarah Beltrán
- Enrique Gil como Francis de la Vega
- Enchong Dee como Leonel Beltrán

### Coadjuvantes
- Susan Roces como Adelina Beltrán
- Pilar Pilapil como Elvira Santelices
- Dante Rivero como Bernardo Beltrán
- Cherie Gil como Marietta Beltrán
- Agot Isidro como Carissa Beltrán de la Vega
- Jane Oineza como Natalia
- Jestoni Alarcon como Nicolas Salazar / Ricardo
- Daniel Fernando como Ignacio Andrada
- Dominic Ochoa como Edmund de la Vega
- Malou Crisologo
- Matt Evans como Carlos
- Pooh

### Participação especial
- Dimples Romana como Adelina (jovem)
- Iza Calzado como Elvira (jovem)
- Joem Bascon como Bernardo (jovem)
- Belle Mariano como Sarah Beltrán (jovem)
- Joaquin Reyes como Leonel Beltrán (jovem)
- Enrique Gil como Francis de la Vega (jovem)